# صلاة الاستسقاء

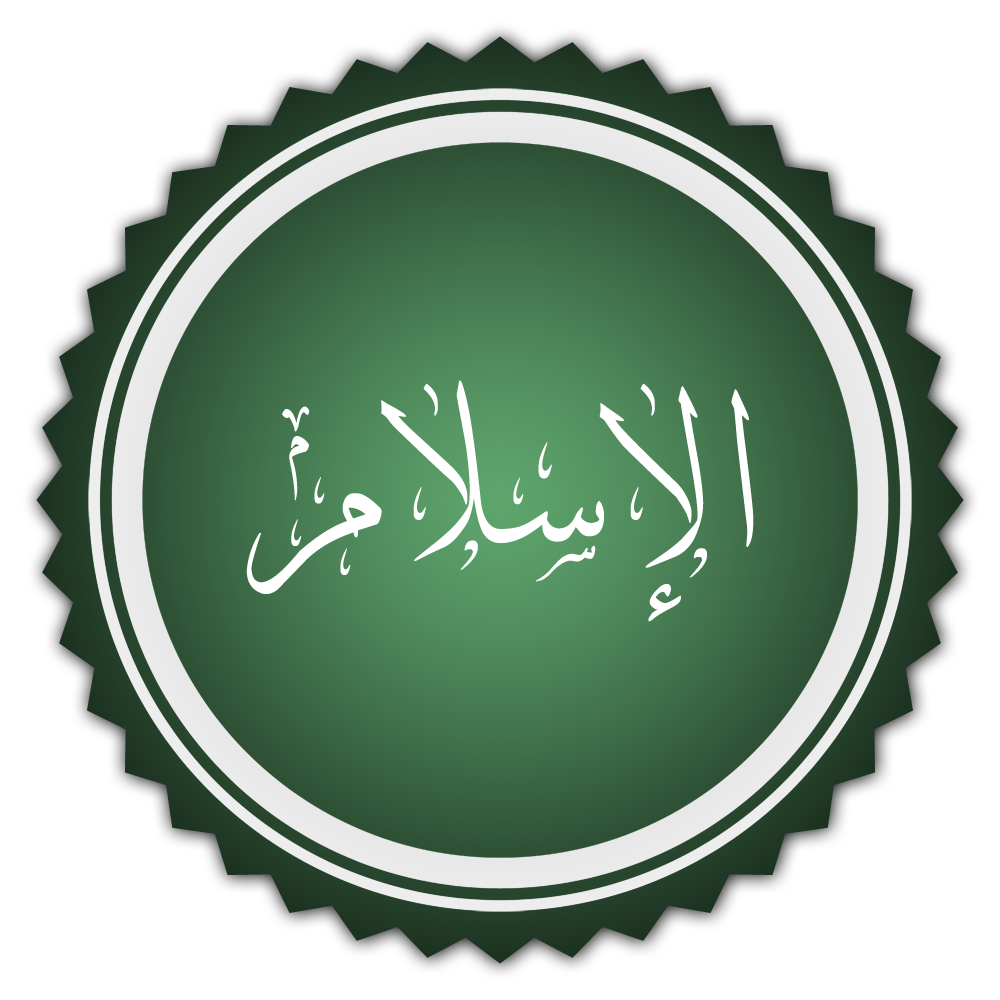

صلاة الاستسقاء هي صلاة نافلة يصليها المسلمون طلبًا لنزول الغيث (المطر) ليقطع الجفاف أو يقضي حاجة أخرى في نية المصلي. وهي ركعتان تصلَّيان جماعةً بإمام.

## حكم صلاة الاستسقاء
صلاة الاستسقاء سنة مؤكدة عند انحباس المطر، قال ابن قدامة: «صلاة الاستسقاء سنة مؤكدة ثابتة بسنة رسول الله، وخلفائه». وقال ابن عبد البر: «وأجمع العلماء على أن الخروج إلى الاستسقاء عند احتباس ماء السماء وتمادي القحط: سُنّة مسنونة سنَّها رسولُ الله، لا خلاف بين علماء المسلمين في ذلك».

## كيفية صلاة الاستسقاء
يصلي الإمام بالناس ركعتين. يجهر في الأولى بالفاتحة، وسبح اسم ربك الأعلى، وفي الثانية بالغاشية.. وصلاة الاستسقاء مثل صلاة العيد تماماً، فيكّبر فيها سبعاً في الركعة الأولى، وخمساً في الثانية. ولا يشترط لصلاة الاستسقاء أذان، كما لا يشترط الأذان لخطبتها، وينادى لها بالصلاة جامعة.
ثم يخطب الإمام في الناس فإذا انتهى من الخطبة يندب أن يحول الخطيب رداءه - ولو كان شالاً أو عباءة - والمصلون جميعاً يحولون أرديتهم.. وذلك بأن يجعلوا ما على أيمانهم على شمائلهم، ويستقبلوا القبلة، ويدعوا الله مع رفع اليدين في الدعاء، مبالغين في ذلك.
عن ابن عباس قال: «خرج رسول الله صلى الله عليه وسلم متواضعاً م تبذلاً (لابساً ثياب العمل) متخشعاً مترسلاً (غير مستعجل في مشيه) متضرعاً». (أخرجه الترمذي وصححه).
وعن عائشة بنت أبي بكر رضي الله عنها قالت: «شكا الناس إلى رسول الله صلى الله عليه وسلم قُحُوط (احتباس) المطر، فأمر بمنبر، فوضع له بالمصلى، ووعد الناس يوماً يخرجون فيه، فخرج حين بدا حاجب الشمس (ضوءها) فكبّر وحمد الله، ثم قال: "الحمد لله رب العالمين الرحمن الرحيم مالك يوم الدين لا إله إلا الله، يفعل ما يريد، اللهم لا إله إلا أنت، أنت الغني، ونحن الفقراء، أنزل علينا الغيث، واجعل ما أنزلت علينا قوة وبلاغاً إلى حين".
ثم رفع يديه، فلم يزل يدعو، ثم حوّل إلى الناس ظهره، وقلب رداءه، وهو رافع يديه، ثم أقبل على الناس، فصلّى ركعتين» (أخرجه الحاكم وصححه).
وللفقهاء في تقديم الخطبة أو تأخيرها ثلاثة أقوال: 
- تأخير الخطبة إلى ما بعد الصلاة. قال ابن قدامة المقدسي: والصحيح أنها بعد الصلاة.وبهذا قال مالك، والشافعي، ومحمد بن الحسن. قال ابن عبد البر: وعليه جماعة الفقهاء؛ لقول أبي هريرة: صلى ركعتين، ثم خطبنا. ولقول ابن عباس: صنع في الاستسقاء، كما صنع في العيدين.
- أن يخطب قبل الصلاة. روي ذلك عن عمر، وابن الزبير، وأبان بن عثمان، وهشام بن إسماعيل، وأبي بكر بن محمد بن عمرو بن حزم.وذهب إليه الليث بن سعد وابن المنذر؛ لما روى أنس وعائشة، «أن النبي - صلى الله عليه وسلم - خطب وصلى».
- جواز الأمرين: أي هو مخير في الخطبة قبل الصلاة وبعدها.[3]

## ما يستحب قبل الخروج لصلاة الاستسقاء
يُستحب قبل الخروج إلى الصلاة: التوبة، والصدقة، والخروج من المظالم، والمصالحة بين المتخاصمين، وصيام ثلاثة أيام، ثم الخروج في اليوم المعين لذلك، ويخرج الصبيان، والشيوخ، والعجائز، ويباح إخراج البهائم والصغار.

## صلاة الاستسقاء في التاريخ

### الأمير أبو سعيد
في سنة 723 هـ (1323 م)، تعرض المغرب لجفاف شديد ومجاعة أثرت على السكان والاقتصاد. صدّا لهذه الأزمة، قام الأمير أبو سعيد بإقامة صلاة الاستسقاء، مصحوبة بتوزيع الصدقات، طلبًا للغيث وإنهاء الأزمة. كما اتخذ إجراءات اقتصادية لدعم المواطنين، مثل فتح مخازن الزرع وتقديم المساعدات للفقراء.

## أحاديث من صلاة الاستسقاء
1. رسول الله محمد ﷺ: أشهر ما ورد عن النبي محمد ﷺ 3 أحاديث، وهي كالتالي:
  1. الأولى: الحديث المذكور في فقرة «كيفية صلاة الاستسقاء» وفيه الصلاة.
  2. الثانية:[5]
«أنَّ رجلًا دخلَ المسجدَ يومَ الجمعةِ من بابٍ كانَ وِجاهَ المنبَرِ، ورسولُ اللَّهِ صلَّى اللَّهُ عليهِ وسلَّمَ قائمٌ يخطبُ، فاستَقبلَ النبيَّ صلَّى اللَّهُ عليهِ وسلَّمَ قائمًا، ثمَّ قالَ: يا رسولَ اللَّهِ هلَكَتِ الأموالُ وانقَطعتِ السُّبلُ، فادعُ اللَّهَ يُغِثْنا فرفعَ النبيُّ صلَّى اللَّهُ عليهِ وسلَّمَ يديهِ، فقالَ: ((اللَّهمَّ اسقِنا)) قالَ أنَسٌ: فواللَّهِ ما نرَى في السَّماءِ مِن سحابٍ ولا قزَعةٍ، وما بينَنا وبينَ سلَعٍ مِن بيتٍ ولا دارٍ. قالَ: فطلعَت من ورائِهِ سحابةٌ مثلُ التُّرسِ فلمَّا توسَّطتِ السَّماءَ انتشَرت ثمَّ أمطَرَت، قالَ: فواللَّهِ ما رأينا الشَّمسَ سَبتًا. قالَ: ثمَّ دخلَ رجلٌ مِنَ البابِ في الجمعةِ المُقْبِلَةِ، والنبيُّ صلَّى اللَّهُ عليهِ وسلَّمَ يخطبُ النَّاسَ فاستقبلَهُ قائمًا، ثمَّ قالَ: يا رسولَ اللَّهِ هلَكَتِ الأموالُ وانقطعتِ السُّبلُ، فادعُ اللَّهَ أن يُمْسِكَها عنَّا. فرفعَ النبيُّ ﷺ يديهِ وقالَ:
اللَّهمَّ حَوالنا ولا علَينا، اللَّهمَّ على الآكامِ والظِّراب قالَ: فأقلعَت، وخرجَ يمشي في الشَّمسِ».
  3. الثالثة:[6]
«أَنّهُ صَلّى اللّه عَلَيْهِ وَسَلّمَ اسْتَسْقَى فِي بَعْضِ غَزَوَاتِهِ لَمّا سَبَقَهُ الْمُشْرِكُونَ إلَى الْمَاءِ فَأَصَابَ الْمُسْلِمِينَ الْعَطَشُ فَشَكَوْا إلَى رَسُولِ اللّه صَلّى اللّهِ عَلَيْهِ وَسَلّمَ. وَقَالَ بَعْضُ الْمُنَافِقِينَ لَوْ كَانَ نَبِيّا لَاسْتَسْقَى لِقَوْمِهِ كَمَا اسْتَسْقَى مُوسَى لِقَوْمِهِ فَبَلَغَ ذَلِكَ النّبِيّ صَلّى اللّه عَلَيْهِ وَسَلّمَ فَقَالَ: ((أَوَقَدْ قَالُوهَا؟ عَسَىَ رَبّكُمْ أَنْ يَسْقِيَكُمْ))، ثُمّ بَسَطَ يَدَيْهِ وَدَعَا فَمَا رَدّ يَدَيْهِ مِنْ دُعَائِهِ حَتّى أَظَلّهُمْ السّحَابُ وَأُمْطِرُوا فَأَفْعَمَ السّيْلُ الْوَادِيَ فَشَرِبَ النّاسُ فَارْتَوَوْا».
2. موسى عليه السلام:
أما قصة صلاة الاستسقاء على عهد موسى عليه السلام، والتي أوردها ابن قدامة فهي من الإسرائيليات، في لفظها نكارة ولا تصح.[7]

، لكن ذكرها ابن قدامة في كتابه التبيين.
3. سليمان عليه السلام:
حديث سقيا النملة في عهد سليمان عليه السلام. وهو حديث ذكره ابن عساكر والدارقطني وغيرهم، لكن ضعفه الألباني.[8] ونصه:
عن أبي هريرة  عن النبي ﷺ أنه قال: «خرج سليمان عليه السلام يستسقي فمر بنملة مستلقية على ظهرها رافعة قوائمها إلى السماء وهي تقول: اللهم إنا خلق من خلقك ليس بنا غنى عن سقياك ورزقك اللهم فإما أن تسقينا وإما أن تهلكنا، فقال: ارجعوا فقد سقيتم بدعوة غيركم». وللحديث روايات متعددة.
4. الصحابة:
جاء في "المغني" أنَّ عمر  استسقى بالعباس عم النبي ﷺ. قال ابن عمر: استسقى عمر عام الرمادة بالعباس فقال: «اللهم إنَّ هذا عم نبيك صلى الله عليه وسلم، نتوجه إليك به فاسقنا. فما برحوا حتى سقاهم الله عز وجل».[9]

وروي أن معاوية خرج يستسقي، فلما جلس على المنبر، قال: أين يزيد بن الأسود الجرشي؟ فقام يزيد، فدعاه معاوية بن أبي سفيان، فأجلسه عند رجليه، ثم قال: اللهم إنا نستشفع إليك بخيرنا وأفضلنا يزيد بن الأسود، يا يزيد، ارفع يديك. فرفع يديه، ودعا الله تعالى، فثارت في الغرب سحابة مثل الترس، وهب لها ريح، فسقوا حتى كادوا لا يبلغون منازلهم. واستسقى به الضحاك مرة أخرى.[9]